# 托馬斯維爾 (密蘇里州)
托馬斯維爾（英語：Thomasville）是位於美國密蘇里州俄勒岡縣的普查規定居民點。

## 歷史
托馬斯維爾的郵局於1846年設立，其後於1979年停運。

## 人口
根據2020年美國人口普查的數據，托馬斯維爾的面積為0.98平方千米，當中陸地面積為0.96平方千米，而水域面積為0.02平方千米。當地共有人口23人，而人口密度為每平方千米23.47人。